# Peleuli
Peleuli (Peleuli-i-Kekela-o-kalani) bila je kraljica Havaja kao supruga kralja Kamehamehe I. Velikog.

## Životopis
Peleuli je bila kći poglavice Kamanawe I., koji je bio brat blizanac poglavice Kameeiamokua; oni su bili kraljevski blizanci. Njezina je majka bila Kekelaokalani, kći kraljice Kekuiapoive I. Tako je Peleuli imala mnogo kraljevskih predaka i rođaka.
Bila je nazvana po havajskoj božici Pele, gospodarici vatre i vulkana.
Udala se za kralja Kamehamehu, koji je zapamćen kao veliki vladar u povijesti Havaja. Bila mu je druga žena. On je prije nje bio oženjen za Kalolu.
Peleuli i Kamehameha imali su sljedeću djecu:
- kćer Mahehu Kapulikoliko, o kojoj se ništa drugo ne zna
- sina Kahōanokūa Kīnaua, koji je bio otac kraljice Kekauōnohi
- sina Kaikookalanija
- kćer Kilivehi

Poslije se udala za Kawelookalanija. Prema jednom izvoru, njihov je sin bio poglavica Kaukuna Kahekili.
Usvojila je svoju pokćerku Kīnaʻu.